# النادي الأهلي لكرة الطائرة (ليبيا)
النادي الأهلي طرابلس لـ كرة الطائرة هو أحد نشاطات النادي الأهلي طرابلس و الذي يمثل شعار الفريق في البطولات المحلية و القارية حصل على لقب الدوري 8 مرات و لقب الكأس 5 مرات و كان أبرز إنجاز له هو الترتيب الرابع في البطولة العربية لكرة الطائرة 2010

## إنجازات الفريق
محلية :
الدوري الليبي لكرة الطائرة :
- عدد مرات الفوز 8 مرات : 1999 / 2000 / 2002 / 2005-2006 / 2008-2009 / 2009-2010 / 2011-2012 / 2020

كأس ليبيا لكرة الطائرة :
- عدد مرات الفوز 6 مرات : 2001 / 2003 / 2004 / 2007-2008 / 2009-2010 / 2021-2022

- بطولة سلطة الشعب ( ودية ) : بطولة واحدة سنة 2008-2009